# Saint-Jean-Lherm
 Saint-Jean-Lherm  es una población y comuna francesa, en la región de Mediodía-Pirineos, departamento de Alto Garona, en el distrito de Toulouse y cantón de Montastruc-la-Conseillère.

## Demografía
| 169 | 153 | 157 | 190 | 233 | 303 |
| Para los censos de 1962 a 1999 la población legal corresponde a la población sin duplicidades (Fuente: INSEE [Consultar]) |     |     |     |     |     |